# هونتانجاس
بلدية هونتانجاس (بالإسبانية: Hontangas)‏, هي إحدى بلديات مقاطعة برغش, التي تقع في منطقة قشتالة وليون, والتي تقع في شمال غرب إسبانيا.
يبلغ عدد سكانها 149 نسمة وفقاً لإحصائية سنة (2002).